# Deadspin
Deadspin est un site web d'actualité sportive fondé en septembre 2005 aux États-Unis et appartenant à Gawker Media.

## Histoire
Deadspin est fondé par le blogueur Will Leitch (qui le quitte en juin 2008), déçu par la couverture accordée par les médias sportifs d'envergure à un fait divers impliquant le joueur de football américain Michael Vick, accusé dans une poursuite au civil d'avoir transmis l'herpès génital à une compagne. Leitch estime que le journalisme sportif a besoin d'un site internet irrévencieux qui serait pour le sport l'équivalent du site Wonkette, aussi lancé par Gawker Media, qui utilise les rumeurs et le sarcasme pour commenter la politique. Deadspin gagne rapidement en notoriété. Il est nommé meilleur site internet sportif par Time en 2006, et gagne en influence quelques semaines après son lancement en étant le premier média à annoncer que le joueur de baseball professionnel Matt Lawton a été trouvé coupable de dopage. 
Deadspin suscite aussi des réactions partagées de ses concurrents et d'une partie du lectorat des médias sportifs pour son approche et les questions d'éthique journalistique qu'il soulève par son choix de sujets et de scoops sortant du domaine sportif pour déborder dans la vie personnelle de personnalités liées au sport. Par exemple, le site fut le premier en 2010, à révéler une histoire d'adultère impliquant Brett Favre, un joueur vedette de football américain; puis en janvier 2013 il publie une enquête qui révèle un canular sur Manti Te'o, un joueur de football collégial dont l'amie de cœur supposément morte n'a en fait jamais existé.
En 2013, Deadspin propose d'acheter un bulletin de vote de l'élection annuelle des anciens joueurs au Temple de la renommée du baseball pour protester le manque de sérieux démontré, selon eux, par ceux ayant le droit de vote. Le site obtient, en échange non pas d'un paiement mais d'un don à un organisme de charité, le bulletin du journaliste Dan Le Batard, et s'en sert pour enregistrer des votes pour les joueurs choisis par ses lecteurs.
En 2014, Deadspin publie des enregistrements de propos racistes tenus par Donald Sterling, propriétaire des Clippers de Los Angeles, s'ajoutant à ceux plus brefs obtenus par TMZ.